# 趙倜 (宋朝)
赵倜（1078年—1081年），北宋皇子、徐王。
宋朝第六代皇帝宋神宗赵顼的第八子，生母邢貴妃，元豐元年（1078年）十一月出生。四年（1081年）五月薨逝，宋神宗追賜名赵倜，贈太師、尚書令，封鄆王，諡号沖惠。元符三年（1100年）三月，其十一弟端王赵佶即位为宋徽宗之后，追贈八哥趙倜兼中書令，追封徐王。